# 马纽阿苏
马纽阿苏是巴西米纳斯吉拉斯州的一个市镇。总面积627.281平方公里，总人口74297人，人口密度118.4人/平方公里。